# Списък на селата в България/Неделково – Скорците
Това е списък на селата в България, подредени по азбучен ред. Всеки списък има около 1000 села.
- Абланица – Голямо Асеново;
- Голямо Белово – Калайджии;
- Калейца – Неделкова гращица;
- Неделково – Скорците;
- Скравена – Яхиново;

## Неделково – Овощна
Неделково,
Недоклан,
Недялско,
Нейково (Област Добрич),
Нейково (Област Сливен),
Ненково,
Неново,
Неновци,
Неофит Бозвелиево,
Неофит Рилски,
Непразненци,
Несла,
Нефела,
Нешевци,
Нивянин,
Никачковци,
Никола Козлево,
Николаевка,
Николаево (Област Велико Търново),
Николаево (Област Габрово),
Николаево (Област Перник),
Николаево (Област Плевен),
Николаево (Област Сливен),
Николичевци,
Николово (Област Монтана),
Николово (Област Русе),
Николово (Област Хасково),
Николовци,
Николчовци (Област Велико Търново),
Николчовци (Област Габрово),
Никудин,
Никюп,
Нисово,
Ничовци,
Нова Бяла река,
Нова Върбовка,
Нова Камена,
Нова Ловча,
Нова Надежда,
Нова Попина,
Нова Черна,
Нова Шипка,
Нова ливада,
Нова махала (Област Пазарджик),
Нова махала (Област Стара Загора),
Новаково (Област Варна),
Новаково (Област Пловдив),
Новаковци,
Новачево,
Новачене (Област Плевен),
Новачене (Област София),
Новград,
Нови извор,
Нови пазар,
Нови хан,
Нови чифлик,
Ново Ботево,
Ново Бърдо,
Ново Делчево,
Ново Железаре,
Ново Кономлади,
Ново Лески,
Ново Оряхово,
Ново Паничарево,
Ново Ходжово,
Ново Янково,
Ново градище,
Ново село (Област Велико Търново),
Ново село (Област Видин),
Ново село (Област Кюстендил),
Ново село (Област Пловдив),
Ново село (Област Русе),
Ново село (Област София),
Ново село (Област Стара Загора),
Новогорци,
Новосел,
Новоселец,
Новоселище,
Новоселци,
Новоселяне,
Ноевци,
Ножарево,
Ножарово,
Ножерите,
Носеите,
Ночево,
Обединение,
Обел,
Обидим,
Обител,
Обичник,
Обнова,
Оборище (Област Варна),
Оборище (Област Пазарджик),
Обретеник,
Оброчище,
Обручище,
Овен,
Овощарци,
Овощна

## Овощник – Остра могила
Овощник,
Овча могила,
Овчага,
Овчари,
Овчарово (Област Добрич),
Овчарово (Област Търговище),
Овчарово (Област Хасково),
Овчарово (Област Шумен),
Овчарци,
Овчево,
Овчеполци,
Овчи кладенец,
Оглед,
Огнен,
Огняново (Област Благоевград),
Огняново (Област Добрич),
Огняново (Област Пазарджик),
Огняново (Област София),
Огоя,
Оградна,
Огражден,
Одоровци,
Одраница,
Одринци (Област Добрич),
Одринци (Област Хасково),
Одърне,
Одърци,
Озърновци,
Околиите,
Окоп,
Окорш,
Оман,
Омарчево (Област Сливен),
Омарчево (Област Шумен),
Оногур,
Опан,
Опанец (Област Добрич),
Опанец (Област Плевен),
Опицвет,
Оплетня,
Опълченец,
Опълченско,
Орач,
Ореховица,
Орехово,
Ореш,
Орешак (Област Варна),
Орешак (Област Ловеч),
Орешари,
Ореше,
Орешене (Област Ловеч),
Орешене (Област Силистра),
Орешец (Област Видин),
Орешец (Област Пловдив),
Орешец (Област Хасково),
гара Орешец,
Орешино,
Орешица,
Орешник,
Орешница,
Оризаре,
Оризари (Област Пловдив),
Оризари (Област Сливен),
Оризово,
Орлинци,
Орлица,
Орлов дол,
Орлова могила,
Орловец,
Орлово (Област Сливен),
Орлово (Област Хасково),
Орловци,
Орляк,
Орляне,
Орсоя,
Орцево,
Оряховец,
Оряховица,
Оряхово,
Оселна (Област Враца),
Оселна (Област София),
Осен (Област Враца),
Осен (Област Силистра),
Осен (Област Търговище),
Осенец,
Осеновец,
Осеновлаг,
Осеново (Област Благоевград),
Осеново (Област Варна),
Осетеново,
Осиковица,
Осиково (Област Благоевград),
Осиково (Област Смолян),
Осиково (Област Търговище),
Осиковска Лакавица,
Осина,
Осларка,
Ослен Криводол,
Осмар,
Осоица,
Остра могила (Област Сливен),
Остра могила (Област Стара Загора)

## Острец – Песнопой
Острец,
Остри пазлак,
Острица (Област Русе),
Острица (Област Смолян),
Остров,
Островец,
Островица,
Острово,
Островче,
Острокапци,
Остър камък,
Отец Кирилово,
Отец Паисиево,
Охлювец,
Оходен,
Охрид,
Очиндол,
Очуша,
Ошане,
Ошаните,
Ощава,
Павел,
Павелско,
Павлевци,
Паволче,
Падала,
Падало,
Падеш,
Падина (Област Варна),
Падина (Област Кърджали),
Падина (Област Силистра),
Падине,
Пазарци,
Паисиево,
Паисий,
Пайдушко,
Паламарца,
Палат,
Палатик,
Палатово,
Палаузово,
Палилула,
Палици,
Памидово,
Памукчии (Област Стара Загора),
Памукчии (Област Шумен),
Панагюрски колонии,
Панайот Хитово,
Панайот-Волово,
Панаретовци,
Паницово,
Паничарево,
Паничерево,
Паничери,
Паничино,
Паничище,
Паничково,
Пановци,
Панчарево,
Панчево,
Папрат,
Папратлива,
Парамун,
Парил,
Партизани,
Партизанин,
Парчовци,
Паскалевец,
Паскалево,
Паспал,
Пастра,
Пастух,
Паталеница,
Патица,
Патреш,
Патрешко,
Патриарх Евтимово,
Пауново,
Пашинци,
Пашкул,
Пашови,
Пашово,
Певец,
Певците,
Пейна,
Пейовци,
Пейчиново,
Пелатиково,
Пелин,
Пелишат,
Пенковци,
Пенкьовци,
Пеньово,
Пепелина,
Пепелище,
Периловец,
Перперек,
Перуника,
Песнопой (Област Кърджали),
Песнопой (Област Пловдив)

## Песочница – Подлес
Песочница,
Пет кладенци,
Пет могили (Област Сливен),
Пет могили (Област Шумен),
Петелово,
Петко Каравелово,
Петко Славейков,
Петково (Област Смолян),
Петково (Област София),
Петковци (Област Велико Търново),
Петковци (Област Габрово),
Петлешково,
Петлино,
Петокладенци,
Петревене,
Петрелик,
Петрино,
Петрич,
Петров дол (Област Варна),
Петров дол (Област Смолян),
Петрово (Област Благоевград),
Петрово (Област Стара Загора),
Петровци,
Петърница,
Петърч,
Пецовци,
Печеница,
Печинска,
Пешаково,
Пещера (Област Перник),
Пещера (Област Смолян),
Пещерна,
Пещерско,
Пиперево,
Пиперица,
Пиперков чифлик,
Пиперково,
Пирамидата,
Пиргово,
Пирин,
Пиринец,
Пирне,
Писанец,
Писаница,
Писарево (Област Русе),
Писарево (Област Шумен),
Писарово (Област Добрич),
Писарово (Област Плевен),
Писменово,
Питово,
Пишурка,
Пищане,
Пищигово,
Пиявец,
Плазище,
Плаково,
Плакудер,
Плана,
Планинец,
Планиница (Област Бургас),
Планиница (Област Перник),
Планиново,
Планинско,
Планинци (Област Габрово),
Планинци (Област Смолян),
Плачидол,
Плачка,
Плевун,
Пленимир,
Плетена,
Плешивец,
Плешинци,
Пловдивци,
Пловка,
Плодовитово,
Плоска могила,
Плоски,
Плъстина,
Победа (Област Добрич),
Победа (Област Плевен),
Победа (Област Ямбол),
Побит камък (Област Кюстендил),
Побит камък (Област Пазарджик),
Побит камък (Област Разград),
Побък,
Повалиръж,
Повет,
Подайва,
Подвис (Област Бургас),
Подвис (Област Смолян),
Подвръх,
Подгоре,
Подгорец,
Подгорие,
Подгорица,
Подгумер,
Подем,
Подкова,
Подкрепа,
Подлес

## Подрумче – Преколница
Подрумче,
Подслон (Област Добрич),
Подслон (Област Стара Загора),
Пожарево (Област Силистра),
Пожарево (Област София),
Пожерник,
Поибрене,
Покрайна,
Покрован,
Покровник,
Полена,
Поленица,
Полетинци,
Полетковци,
Полето,
Поликраище,
Полковник Дяково,
Полковник Желязово,
Полковник Иваново,
Полковник Ламбриново,
Полковник Минково,
Полковник Савово,
Полковник Свещарово,
Полковник Серафимово,
Полковник Таслаково,
Полковник Чолаково,
Полска Скакавица,
Полски Градец,
Полски Сеновец,
Полски извор,
Полско Косово,
Полско Пъдарево,
Поляна (Област Силистра),
Поляна (Област Смолян),
Поляна (Област Ямбол),
Полянец,
Поляново (Област Бургас),
Поляново (Област Хасково),
Полянци,
Поляците,
Помеждин,
Помен,
Помощица,
Помощник,
Понор,
Попари,
Попгергевци,
Попгригорово,
Попгруево,
Попина,
Попинци,
Попица,
Попкралево,
Поповец,
Попови ливади,
Поповица,
Попович,
Попово,
Поповци (Област Велико Търново),
Поповци (Област Габрово),
Поповци (Област София),
Поповяне,
Попрелка,
Попрусаново,
Попрусевци,
Попска (Област Велико Търново),
Попска (Област Габрово),
Попско,
Пороище,
Порой,
Поройна,
Поройно (Област Силистра),
Поройно (Област Търговище),
Пороминово,
Портитовци,
Поручик Кърджиево,
Поручик Чунчево,
Посабина,
Посев,
Постник,
Поток,
Потока,
Потоп,
Поточарка,
Поточе,
Поточница,
Поцърненци,
Правда (Област Велико Търново),
Правда (Област Силистра),
Правдино,
Правдолюб,
Правенци,
Правешка Лакавица,
Правище,
Право бърдо,
Православ,
Православен,
Праужда,
Прахали,
Превала,
Преколница

## Прекръсте – Рабово
Прекръсте,
Прелез,
Прелом,
Преображенци,
Пресека,
Преселенци,
Преселец,
Преселка,
Пресиян,
Преславен,
Преславец,
Преславци,
Пресока,
Преспа,
Престой,
Пресяк,
Пресяка,
Прибой,
Прилеп (Област Бургас),
Прилеп (Област Добрич),
Прилепци,
Приморци,
Припек (Област Бургас),
Припек (Област Варна),
Припек (Област Кърджали),
Присад (Област Бургас),
Присад (Област Добрич),
Присадец,
Приселци (Област Бургас),
Приселци (Област Варна),
Присово,
Присойна,
Пристое,
Пробуда,
Проглед,
Прогрес,
Продановци (Област Велико Търново),
Продановци (Област Габрово),
Продановци (Област София),
Проданча,
Пролаз,
Пролазница,
Пролез,
Пролеша,
Пролом,
Пропаст,
Просена,
Просеник,
Просечен,
Просторно,
Протопопинци,
Професор Златарски,
Професор Иширково,
Прохлада,
Проход,
Прохорово,
Пряпорец (Област Кърджали),
Пряпорец (Област Стара Загора),
Птичар,
Птичево,
Пудрия,
Пушево,
Пчела,
Пчелари,
Пчеларово (Област Добрич),
Пчеларово (Област Кърджали),
Пчелин (Област Бургас),
Пчелин (Област София),
Пчелина,
Пчелино,
Пчелиново,
Пчелище,
Пчелник (Област Варна),
Пчелник (Област Добрич),
Пчелно,
Пшеничево,
Пъдарево,
Пъдарино,
Пъдарско,
Пъдарци,
Пънчево,
Първан,
Първенец (Област Пловдив),
Първенец (Област Ямбол),
Първенци,
Първица,
Първомай,
Първомайци,
Пърличево,
Пъровци,
Пъртевци,
Пъстрен,
Пъстрово,
Пъстрогор,
Пъстроок,
Пътниково,
Пясъчево,
Рабиша,
Рабово

## Раброво – Расово
Раброво,
Равадиново,
Равда,
Равен,
Равна (Област Варна),
Равна (Област Монтана),
Равна (Област София),
Равна гора (Област Бургас),
Равна гора (Област Варна),
Равна гора (Област Хасково),
Равнец (Област Бургас),
Равнец (Област Добрич),
Равнил,
Равнината,
Равнища,
Равнище,
Равно нивище,
Равно поле,
Равно село,
Равно,
Равново,
Равногор,
Радан войвода,
Раданово,
Радево (Област Варна),
Радево (Област Сливен),
Радевци,
Радецки,
Радибош,
Радиево,
Радилово,
Радинград,
Радино,
Радиново,
Радишево,
Радко Димитриево,
Радковци,
Радловци,
Радовене,
Радовец,
Радово,
Радовци (Област Велико Търново),
Радовци (Област Габрово),
Радойново,
Радомирци,
Радотина,
Радуил,
Радуй,
Радуловци,
Радунци,
Радювене,
Раевци,
Раждавица,
Разбоище,
Разбойна (Област Бургас),
Разбойна (Област Търговище),
Развигорово,
Разград,
Раздел (Област Силистра),
Раздел (Област Ямбол),
Разделна (Област Варна),
Разделна (Област Стара Загора),
Разделци,
Раздол,
Разлив,
Разсоха,
Райкова могила,
Райковци,
Райнино,
Райново,
Райновци (Област Велико Търново),
Райновци (Област Габрово),
Райнушковци,
Райово,
Ракево,
Ракиловци,
Ракита (Област Плевен),
Ракита (Област София),
Ракитна,
Ракитница (Област Видин),
Ракитница (Област Стара Загора),
Раклиново,
Раклица,
Раковица,
Раково (Област Кюстендил),
Раково (Област Сливен),
Раковски (Област Добрич),
Раковски (Област Разград),
Раковсково,
Ралево,
Ралевци,
Ралиновци,
Ралица (Област Кърджали),
Ралица (Област Търговище),
Раличево,
Раненци,
Рани лист,
Рани луг,
Расник,
Расово

## Растник – Румелия
Равново,
Растник,
Раховци,
Рачевци,
Рачовци,
Рашка гращица,
Рашково,
Рашовите,
Рашовица,
Раювци,
Раяновци (Област Видин),
Раяновци (Област София),
Раянци,
Ребревци,
Ребро,
Реброво,
Ребърково,
Редешковци,
Редина,
Режанци,
Режинци,
Резач,
Резбарци,
Резово,
Река,
Рельово,
Репляна,
Реселец,
Ресен,
Ресилово,
Речани,
Речица,
Реяновци,
Рибарица (Област Ловеч),
Рибарица (Област София),
Рибарци,
Рибен дол,
Рибен,
Рибино,
Рибник,
Рибница,
Рибново,
Ридино,
Ридово,
Рилци,
Рисиманово,
Ритя,
Риш,
Робово,
Ровина,
Рогач,
Рогачево,
Роглец,
Рогозари,
Рогозен,
Рогозина,
Рогозиново,
Рогозче,
Рогош,
Родина,
Родопи,
Родопско,
Рожден,
Рожденско,
Рожен,
Роза,
Розино (Област Пловдив),
Розино (Област Хасково),
Розовец,
Розово (Област Пазарджик),
Розово (Област Стара Загора),
Ропот,
Росен (Област Бургас),
Росен (Област Добрич),
Росен (Област Пазарджик),
Росеново (Област Бургас),
Росеново (Област Добрич),
Росина,
Росица (Област Велико Търново),
Росица (Област Добрич),
Росица (Област Търговище),
Росно,
Росоман,
Рохлева,
Рояк,
Рударци,
Рудина (Област Бургас),
Рудина (Област Кърджали),
Рудник (Област Бургас),
Рудник (Област Варна),
Руевци,
Руен (Област Бургас),
Руен (Област Пловдив),
Руец,
Ружинци,
Ружица (Област Шумен),
Ружица (Област Ямбол),
Руйно,
Руйчовци,
Руманя,
Румелия

## Румянцево – Свобода
Румянцево,
Руня,
Рупите,
Рупките,
Рупци (Област Видин),
Рупци (Област Плевен),
Рупча,
Русалина,
Русалско,
Русаля,
Русиновци,
Руска Бела,
Русокастро,
Рустан,
Руховци,
Ручей,
Ръжавец,
Ръжана,
Ръждак,
Ръжево Конаре,
Ръжево,
Ръжена,
Ръженово,
Ръжица,
Ръсово,
Рът,
Рътлина,
Ръченица,
Рязковци,
Ряхово,
Ряховците,
Сава,
Савин,
Савино,
Савойски,
Садина,
Садовец,
Садовик,
Садовица,
Садово (Област Благоевград),
Садово (Област Бургас),
Садово (Област Варна),
Сажденик,
Сакарци,
Саласука,
Салаш,
Салманово,
Самовила,
Самоводене,
Самодива,
Самокитка,
Самораново,
Самотино,
Самсиите,
Самуил,
Самуилова крепост,
Самуилово (Област Благоевград),
Самуилово (Област Добрич),
Самуилово (Област Сливен),
Самуилово (Област Стара Загора),
Сан-Стефано,
Санадиново,
Сандрово,
Сапарево,
Сараево,
Саранско,
Саранци,
Сарая,
Сатовча,
Сбор (Област Кърджали),
Сбор (Област Пазарджик),
Сборино,
Сборище,
Сваленик,
Сватбаре,
Свежен,
Света Петка,
Свети Никола,
Свети Спас,
Светлен (Област Кърджали),
Светлен (Област Търговище),
Светлина (Област Бургас),
Светлина (община Димитровград, област Хасково),
Светлина (община Тополовград, област Хасково),
Светля,
Световрачене,
Светослав (Област Силистра),
Светослав (Област Хасково),
Светославци,
Светулка,
Свещари,
Свидня,
Свинарски дол,
Свирачи,
Свирково,
Свирци,
Свирчово,
Свобода (Област Бургас),
Свобода (Област Добрич),
Свобода (Област Кърджали),
Свобода (Област Пазарджик),
Свобода (Област Стара Загора)

## Свободен – Скорците
Свободен,
Свободиново,
Свободица,
Своде,
Севар,
Севдалина,
Северняк,
Северци,
Седелец,
Седефче,
Седларево,
Седлари,
Седларци,
Седловина,
Седянковци,
Сейдол,
Сейковци,
Сеймените,
Секирка,
Секулово,
Селановци,
Селиминово,
Селище (Област Благоевград),
Селище (Област Габрово),
Селище (Област Смолян),
Селищен дол,
Селска поляна,
Селце (Област Добрич),
Селце (Област Стара Загора),
Селци,
Селча,
Селянин,
Семерджиево,
Семерджиите,
Семерци,
Семковци,
Семчиново,
Сенник,
Сеноклас,
Сенокос (Област Благоевград),
Сенокос (Област Добрич),
Сенце,
Септемврийци (Област Видин),
Септемврийци (Област Добрич),
Септемврийци (Област Монтана),
Сеслав,
Сестримо,
Сестринско,
Сечен камък,
Сечище,
Сив кладенец,
Сива река,
Сивино,
Сигмен,
Силен,
Симеоновец,
Симеоново,
Синаговци,
Синапово,
Синдел,
Синделци,
Синеморец,
Сини вир,
Сини връх,
Сини рид,
Синигер,
Синитово,
Синчец,
Синьо бърдо,
Синьо камене,
Синя вода,
Сипей,
Сипец,
Сираково (Област Враца),
Сираково (Област Добрич),
Сираково (Област Хасково),
Сирищник,
Ситово (Област Пловдив),
Ситово (Област Силистра),
Ситово (Област Ямбол),
Скала (Област Бургас),
Скала (Област Силистра),
Скалак (Област Бургас),
Скалак (Област Кърджали),
Скалина,
Скалица,
Скалище,
Скална глава,
Скалско,
Скандалото,
Склаве,
Скобелево (Област Ловеч),
Скобелево (Област Пловдив),
Скобелево (Област Сливен),
Скобелево (Област Стара Загора),
Скобелево (Област Хасково),
Скомля,
Скорците